# Стратт, Уильям
Уильям Стратт (1756—1830) — предприниматель из Белпера, Англия. Был успешным архитектором, спроектировал многие из мостов в Дерби, в 1810 году создал проект первого здания Дербиширской главной больницы. В 1779 году он стал почётным гражданином Дерби, что позволило ему участвовать в голосовании на выборах в Парламент. Он был одним из основателей Философского общества Дерби, а также был его президентом в течение двадцати восьми лет. Являлся членом Лондонского королевского общества.

## Биография
Стратт был первым сыном Джедедайи Стратта, и возрасте четырнадцати лет, после получения хорошего образования, Уильям стал помогать отцу в делах. Он также унаследовал от отца способности к занятию механикой и, по слухам, придумал движущегося мула за несколько лет до Ричарда Робертса, запатентовавшего его в 1830 году, хотя уровень развития технологий и не позволил бы воплотить проект.
Уильям занимался технической стороной семейного бизнеса, тогда как его братья, Джозеф Стратт и Джордж Бенсон, взяли на себя соответственно финансы и управление. Они стали известны как W.G. and J. Strutt.

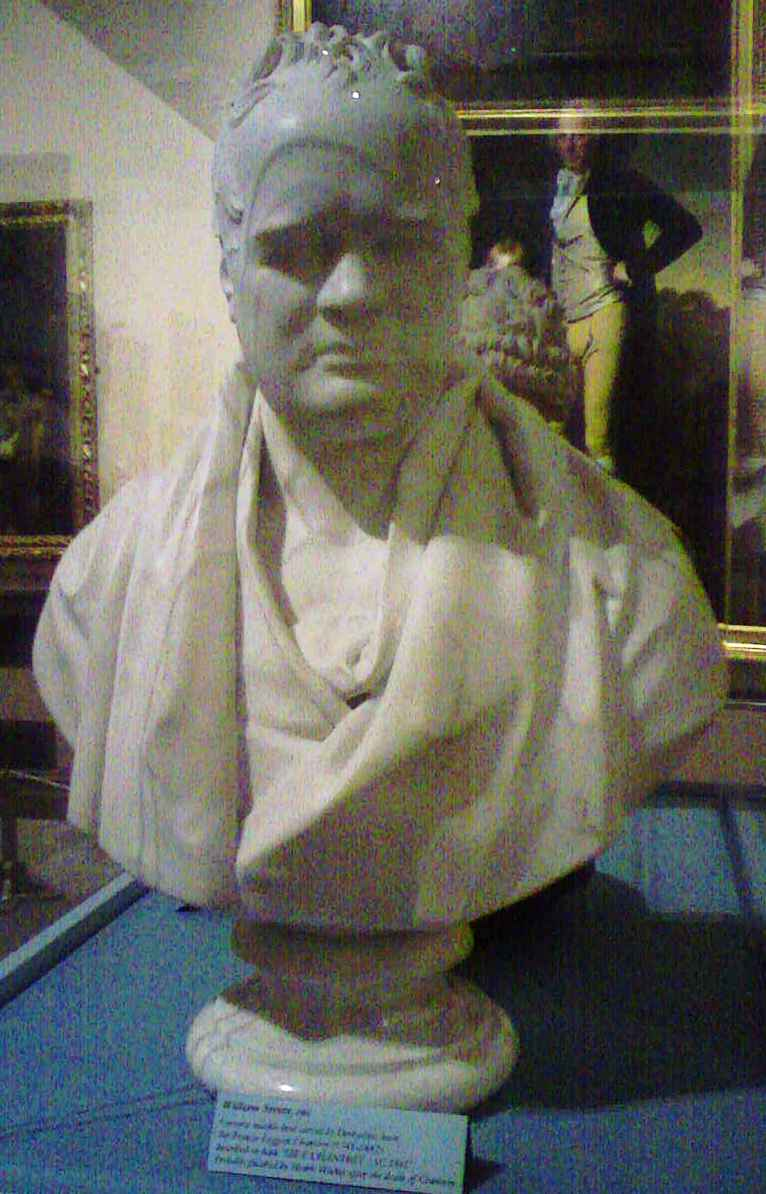
Бюст Уильяма Стратта работы Френсиса Чантри в Музее и художественной галерее Дерби

Одним из наиболее важных достижений Стратта была разработка огнеупорных конструкций и технологий на текстильных фабриках и их внедрение в различных областях. Пожары были основной бедой фабрик XIX века, особенно тех, которые работали с горючими материалами. Когда в 1788 году сгорела фабрика аббатства Дарли, её перестроили, защитив балки листами жести. Многие английские инженеры в те годы работали над проблемами огнезащиты, имевшими поистине государственное значение.
Впервые Стратт использовал чугун для строительства мостов в Дерби, впоследствии начав применять его и в строительстве зданий. Сперва — при постройке фабрики ситца в Дерби и склада в Милфорде (не сохранился, снесён в 1964 году, сейчас на его месте автостоянка), а затем при строительстве новой Западной Фабрики, возведённой 1795 году в Белпере. Кафель и гипсовая штукатурка поддерживались на арках кирпичной кладки, выложенной вокруг чугунных колонн. Балки из древесины обшивались листовым железом. Для снижения веса конструкций верхние этажи были выполнены в виде глиняных куполов, облицованных гипсом.

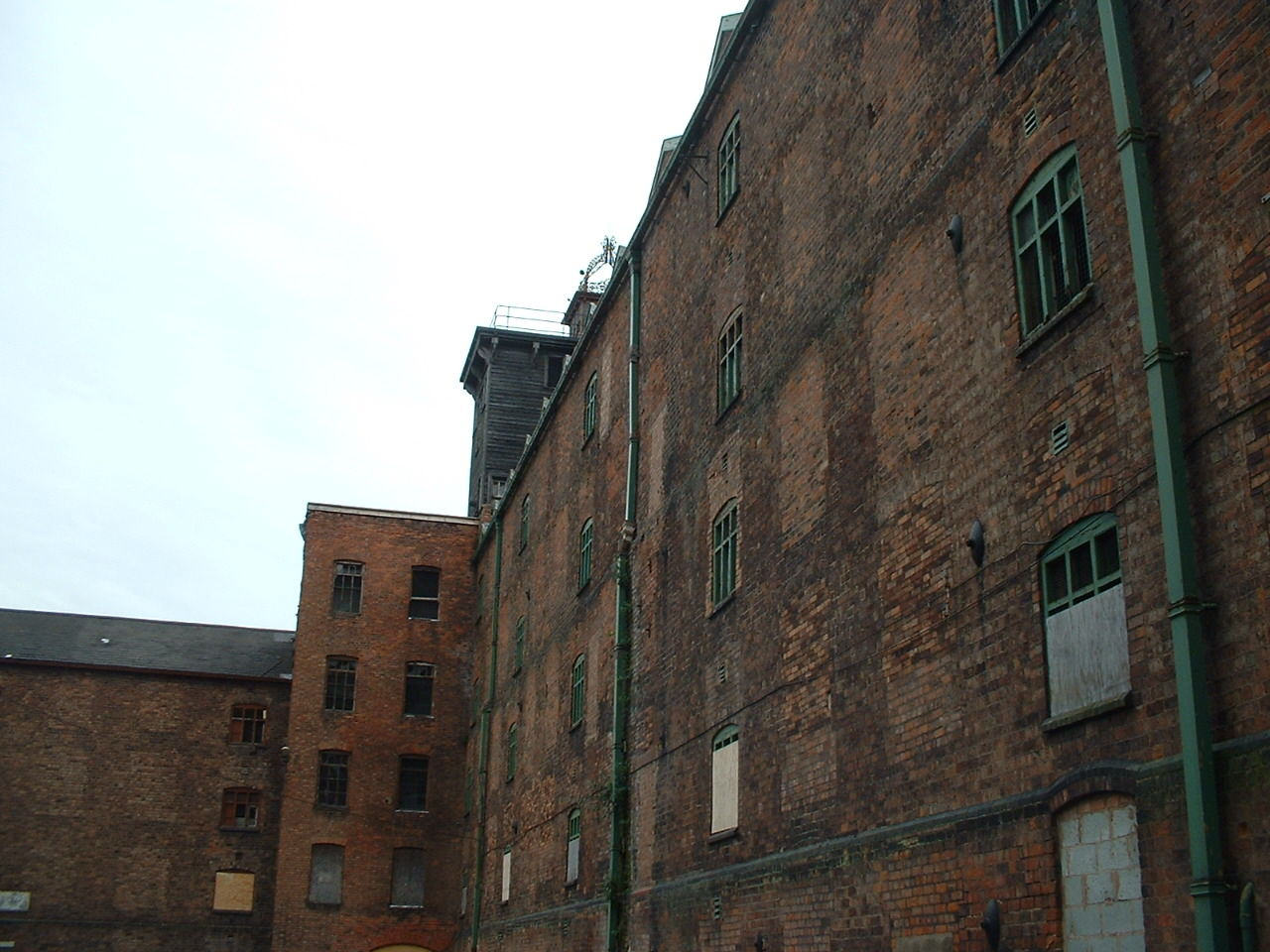
Внутренний двор льняной фабрики в Дитерингтоне

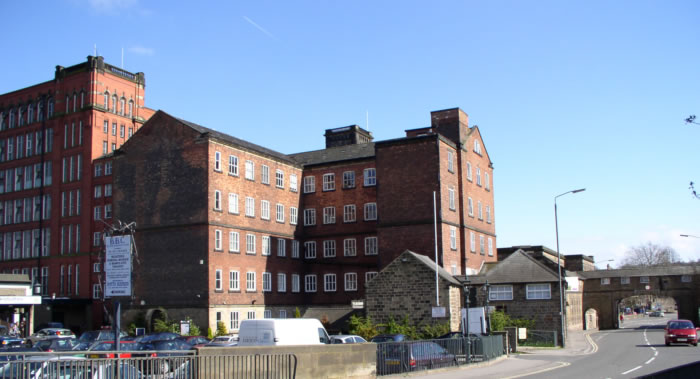
Северная Белперская фабрика, 1803.

Затем Стратт построил пятиэтажную фабрику по переработке льна в Дитерингтоне, Шрусбери, выполнив балки из чугуна, что сделало фабрику одним из первых промышленных зданий с металлическим каркасом. Он использовал тот же принцип для восстановления Северной Белперской фабрики после пожара в 1803 году. Впоследствии Стратт построил ещё целый ряд других заводов в Белпере и Милфорде. Наиболее выдающейся из его построек была круглая фабрика, построенная, вероятно, под влиянием идей Джереми Бентама.
Уильям Стратт женился на Барбаре, дочери Томаса Эванса из аббатства Дарли, его первый сын, Эдуард, позже стал Лордом Белпером. У Стратта также были три дочери: Элизабет, Анна и Фрэнсис, а ещё две дочери умерли в младенчестве.
В 1817 году он был избран членом Лондонского королевского общества, где занимал должность лейтенанта-представителя (D.L.) от Дербишира.

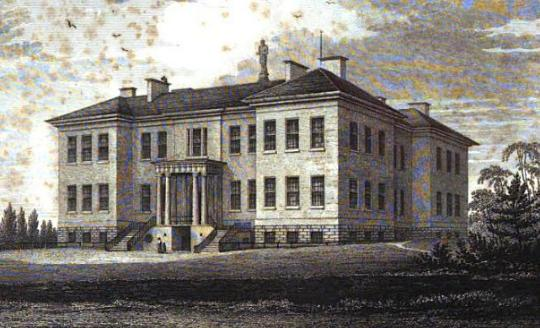
Больница Дерби, спроектированная Страттом

В 1819 году Стратт спроектировал и построил больницу Дерби, над которой он работал со своим другом Чарльзом Сильвестром. Сильвестр описал новые способы отопления больниц, которые были включены в проект, а также некоторые улучшающие условия пребывания функции, такие как самоочищающиеся туалеты с освежителями воздуха. Стратт использовал в проекте множество нововведений, в том числе свои огнеупорные конструкции и инновационную систему отопления, которая позволила пациентом дышать свежим тёплым воздухом. Кульминацией проекта была большая статуя Эскулапа, созданная Уильямом Кофе Запечатлённые Сильвестром, нововведения, сделанные Страттом, использовались затем в последующих строительных проектах. Больница Дерби считалась передовым строением европейской архитектуры, и многие архитекторы посещали её, знакомясь с особенностями и новинками. После этого Стратту предложили стать членом Лондонского королевского общества пять выдающихся людей, среди которых были Марк Брюнель и Джеймс Ватт.
Стратт умер в 1830 году и был похоронен в унитарианской часовне во Фрайаргейте, Дерби. В 1831 году президент Лондонского королевского общества обобщил достижения Стратта, назвав его «автором этих значительных улучшений в конструкции печей, в экономичном производстве и распределение тепла, которые за последние годы были так широко и с такой пользой внедрены в отоплении и вентиляции больниц и общественных зданий».